# Altenbödingen
Altenbödingen  ist ein Ortsteil von Hennef (Sieg) im nordrhein-westfälischen Rhein-Sieg-Kreis.

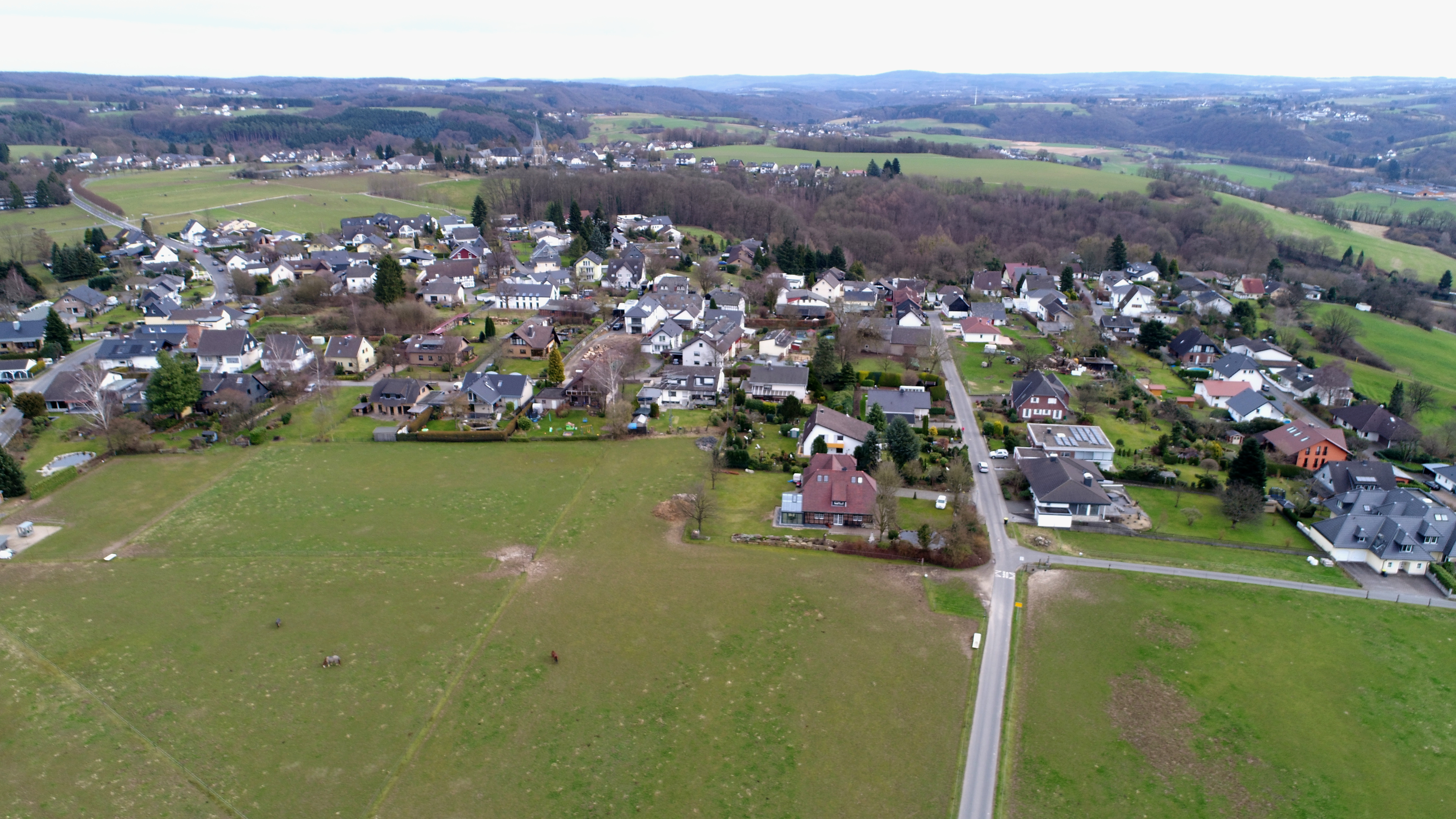
Altenbödingen, Luftaufnahme (2017)

## Geographie
Altenbödingen liegt ca. fünf Kilometer östlich des Hennefer Stadtkerns auf dem Bergrücken Nutscheid über der Sieg. Der Dorfkern hat eine Höhe von 175 m über Normalnull. Nachbarorte sind im Osten Bödingen, im Westen Müschmühle, südlich dann Lauthausen und schließlich nördlich Bröl. Altenbödingen liegt an einer Höhenstraße (der Nutscheidstraße), die früher als Verbindungsweg zwischen dem Rheinland und dem Siegerland zwar eine große Bedeutung hatte, aber mit dem Bau der Eisenbahnlinien im Siegtal und im Bröltal ihre Bedeutung weitestgehend verlor.

## Geschichte
Altenbödingen ist wahrscheinlich eine fränkische Siedlung, die ursprünglich als Bödingen gegründet wurde und in der 1. Ausbauphase des Siedlungsraumes der landnehmenden Franken entstand. Das geschah vermutlich gegen Ende des 7. oder im 8. Jahrhundert. Die erste urkundliche Erwähnung stammt von 1190, damals noch als Bödingen. Später ging der Name Bödingen auf die neue Siedlung über, die sich um die Bödinger Wallfahrtskirche und das Bödinger Kloster entwickelt hatte, und das alte Bödingen wurde zu Altenbödingen. 1789 bildete Altenbödingen eine Honschaft des Kirchspiels Geistingen-Hennef.

### Zum Ortsnamen
Ortsnamen auf -ingen, die übrigens im Bereich der Sieg häufig vorkommen, sind in der Regel von einem Personennamen abgeleitet und meinen einen Personalverband, der sich um eine beherrschende Persönlichkeit gruppiert. Ein solcher Verband mag vor allem auf verwandtschaftliche Verbindungen zurückgehen und daher der Sippe gleichzusetzen sein. Das schließt nicht aus, dass auch andere, abhängige Personen ihm zugehörten. Diese Erkenntnis auf das alte Bödingen übertragen, führt zu dem Schluss, dass in der Gründerzeit ein Bodo mit seinen Leuten, d. h. mit seiner Familie oder Sippe oder anderen abhängigen Mitbewohnern, hier sesshaft wurde. Altenbödingen entstand also als Siedlung dieses Bodo und seiner Gruppe.

### Gemeinde Altenbödingen
Nach den auf dem Wiener Kongress abgeschlossenen Verträgen, kam das Gebiet an das Königreich Preußen. Unter der preußischen Verwaltung war die Gemeinde Altenbödingen dem Verwaltungsbezirk der Bürgermeisterei Lauthausen zugeordnet, welche Teil des Kreises Uckerath im Regierungsbezirk Köln war. Nach der Auflösung des Kreises Uckerath (1820) kam die Gemeinde Altenbödingen zum Kreis Siegburg (1825 umbenannt in Siegkreis).
Neben dem Ort Altenbödingen gehörten zu der Gemeinde die Ortschaften Allner, Bröl (Teil), Brölthal und Müschmühle.
Die Gemeinde hatte 1885 526 Einwohner (254 Männer und 272 Frauen). Bis auf einen Bürger evangelischen Glaubens, der von Siegburg betreut wurde, war die Gemeinde katholisch. Die Katholiken gehörten zu den Pfarren in Bödingen, Hennef (Sieg) und Happerschoß.
Die Gemeinde hatte 1885 eine Fläche von 621 ha, davon 175 ha Acker-, 89 ha Wiesen- und 291 ha Waldfläche.
Am 1. Oktober 1956 wurde die Gemeinde Altenbödingen der damals neu gebildeten amtsfreien Gemeinde Lauthausen zugeordnet. Im Rahmen der kommunalen Neugliederung des Raumes Bonn wurde zum 1. August 1969 auch die amtsfreie Gemeinde Lauthausen aufgelöst, Altenbödingen wurde der gleichzeitig neu gebildeten Gemeinde Hennef (Sieg) zugeordnet.

### Einwohnerentwicklung
| Jahr | Einwohner |
| ---- | --------- |
| 1816 | 359       |
| 1843 | 651       |
| 1871 | 542       |
| 1905 | 690       |
| 1950 | 1039      |

## Verkehrsanbindung und Infrastruktur
Altenbödingen liegt an der Straße, die von Hennef kommend Müschmühle mit Bödingen verbindet und dann über Kningelthal und Oberauel (Hennef) weiter nach Lauthausen führt, und ist an das Busnetz der Stadt Hennef über die Linie 532 der RSVG angebunden. Diese verkehrt tagsüber an Werktagen stündlich, an Wochenenden und an Feiertagen alle zwei Stunden. Zusätzlich sind außerhalb der Schulferien auch spezielle Linien im Einsatz, um die Anbindung verschiedener Hennefer Schulen zu ermöglichen. Der nächstgelegene Bahnhof ist Blankenberg (Sieg) an der Siegstrecke, unterhalb von Stadt Blankenberg gelegen. Nur etwas weiter entfernt liegt schließlich der Bahnhof von Hennef.
Der Ort verfügt über keine eigene Schule. Auch eine eigene Kirche fehlt, der Ort gehört zur Pfarrgemeinde Bödingen.

## Besonderheiten und Erwähnenswertes
- Die Dorfgemeinschaft pflegt immer zu Pfingsten die Tradition des Pfingsteiersingens, stellt einen Pfingstbaum auf und organisiert ein Dorffest, bei dem die Pfingsteier gemeinsam verspeist werden.[2]
- Am zentralen Bushalteplatz stellt die Dorfgemeinschaft jährlich zum Advent einen großen, mit glänzenden Päckchen geschmückten und natürlich schön beleuchteten Weihnachtsbaum auf.[2]
- Das St. Augustinus Seniorenhaus (am Ortsrand zum Nachbarort Bödingen) wurde – nach Grundsteinlegung am 24. Oktober 1967 – im Jahr 1969 erstmals bezogen und besteht bei über die Jahre mehrfach wechselnder Trägerschaft nach wie vor.[8] Am Dienstag, dem 2. November 2021, musste das Haus kurzfristig geräumt werden, weil nach Einschätzung der Stadt Hennef wichtige Brandschutzauflagen seit längerer Zeit nicht erfüllt worden sein sollen.[9][10] Inzwischen wurden Pläne des Betreibers bekannt, nach denen das alte Gebäude bis 2026 durch ein mehrgeschossiges neues ersetzt werden soll.[11]
- Auf dem Gelände neben dem Seniorenhaus entstand – seit Grundsteinlegung am 9. Februar 2023 – ein neues Hospiz. Der Bau des Sibilla Hospiz wurde von dem gemeinnützigen, im Jahr 2017 gegründeten Verein Sibilla Hospiz Bödingen e. V. durchgeführt, Betreiber ist seit der Eröffnung die Sibilla Hospiz gGmbH. Das Haus wurde im Frühjahr 2024 fertiggestellt und nahm zum 1. April 2024 erstmals Gäste auf.[12]